# 三乙二酸苯六酯
三乙二酸苯六酯也称为“三草酸苯六酯”，是一种有机碳氧化物，其分子式为C12O12。每分子该化合物都由一分子六羟基苯（也称为“苯六酚”，可视为六个氢原子都被羟基取代的苯分子）与三分子乙二酸发生酯化反应的产物。

## 历史
1967年，H. S. Verter及R. Dominic首先描述了三乙二酸苯六酯这种化合物。